# 請握住我的手
《請握住我的手》是美國後末日题材電視劇《最後生還者》第一季的第四集。該集由創劇人之一克雷格·麥辛編劇，傑瑞米·韋伯（Jeremy Webb）執導，2023年2月5日在HBO播出。在該集裡，喬爾（佩德羅·帕斯卡飾）與艾莉（貝拉·拉姆齊飾）在密蘇里州的堪薩斯城遭遇掠奪者伏擊。另一方面，堪薩斯城的首領凱瑟琳·柯格蘭（梅蘭妮·林斯基飾）、其副手派瑞（傑佛瑞·皮爾斯飾）以及手下們搜遍全城，要找出他們認為的叛徒亨利·布瑞爾。
原作遊戲中對應劇情的舞台是賓州的匹兹堡，該集將之改成堪薩斯城，因為麥辛注意到實際取景地加拿大卡尔加里較像堪薩斯城，而且堪薩斯城更為遙遠，賦予該集更多角色發展的空間。麥辛也藉由改編的機會，加入了凱瑟琳和派瑞這兩個原作沒有的角色。該集在首播當天吸引750萬名觀眾。劇評人大多給予該集好評，並稱讚編劇、導演和攝影的表現，林斯基、帕斯卡與拉姆齊的演技也獲得認可。

## 劇情
開車前往怀俄明州的路上，喬爾（佩德羅·帕斯卡飾）向艾莉（貝拉·拉姆齊飾）提起他與弟弟湯米的過去：疫情爆發後，兩人加入一群前往波士顿的倖存者，並與泰絲和瑪琳相識；總是想為某個理念打拼的湯米接受了火螢的招募，但之後又一走了之。在森林中露營過夜時，喬爾警告艾莉不要相信任何人。隔天，兩人抵達已經荒廢的堪薩斯城。高速公路被堵住，迫使喬爾為了繞道而驅車進城。艾莉看到一名哀聲求助的男子，但喬爾直接朝他輾過去。一塊磚頭打破車子的擋風玻璃，輪胎被釘條刺破，隨後槍聲四起，車子最終撞進了一家洗衣店。
眼見來者不善，喬爾用步槍射殺了兩個人，艾莉則躲了起來。第三個人布萊恩偷襲喬爾並掐住他，艾莉拿出手槍射擊布萊恩的背，使他下半身癱瘓。喬爾沒收了艾莉的手槍並要她迴避，隨後用刀刺死不斷求饒的布萊恩。在布萊恩的其他同夥發現屍體時，喬爾和艾莉逃離現場。堪薩斯城目前由革命軍佔領，他們在凱瑟琳·柯格蘭（梅蘭妮·林斯基飾）的領導下推翻了聯邦對策局（FEDRA）。柯格蘭得知布萊恩等人的死訊後，聲稱兇手是叛徒亨利·布瑞爾雇來的，並命令追隨者搜遍整座城；亨利是當年害凱瑟琳之兄被當局處決的告密者。與此同時，喬爾指導艾莉如何正確握槍，並同意讓她持槍。
凱瑟琳的左右手派瑞（傑佛瑞·皮爾斯飾）給她看了亨利曾藏身的房間。他們發現地下貯藏室的地板凹凸變形，底下有某種東西在動。派瑞堅決表態要解決這個問題，但凱瑟琳要他別聲張，優先找出亨利。喬爾挑了一棟視野良好的高層建築，希望能從周遭找出一條逃生路線。在某個房間裡躺下休息時，艾莉講的一個笑話讓喬爾第一次笑了出來。不知道多久後，喬爾被驚慌的艾莉喚醒，並發現一名男子（拉瑪爾·約翰遜飾）和一個小孩（凱佛恩·蒙特婁·伍達德飾）用槍指著他們。

## 製作

### 構思與編劇
《請握住我的手》是電視劇《最後生還者》第一季的第四集，編劇是該劇的創劇者之一克雷格·麥辛，導演是傑瑞米·韋伯（Jeremy Webb）。韋伯擔任該劇導演之一的情報於2022年1月公開。該集將原作遊戲對應劇情的背景賓州匹兹堡改成密蘇里州的堪薩斯城。麥辛覺得本劇在加拿大的拍片地點與堪薩斯城比較相仿，模仿匹茲堡則有一定難度，後者對故事來說並未重要到需要那麼做。另一位創劇人兼原作遊戲的主要班底尼尔·德鲁克曼將之視為無關緊要的改動，因為角色方面遠比地點在哪重要。他和麥辛也認為，去堪薩斯州比去匹茲堡遠了些，讓故事節奏和人物發展更為合理。（11:14）原作遊戲運用艾莉的笑話書的方式博得麥辛喜愛，他覺得將之挪用到電視劇裡可以有效推展艾莉和喬爾的關係。對於喬爾同意讓艾莉用槍的橋段，麥辛覺得當中表露了前者對後者的信任，並稱之為「他們倆最有父女味道的瞬間」（26:03）。

### 選角與角色描寫
2022年8月，報導證實拉瑪爾·約翰遜與凱佛恩·蒙特婁·伍達德將分飾亨利與山姆，以及故事背景從匹兹堡改成堪薩斯城一事。在原作遊戲中飾演湯米的傑佛瑞·皮爾斯於2022年7月15日確定飾演派瑞一角。皮爾斯主動聯繫德鲁克曼以表對改編電視劇的支持，然後「就這麼幸運地有適合的角色可演」；他曾三度參加另一名角色的試鏡，但麥辛和德鲁克曼覺得他演受害者的時候沒有說服力，最終在一週後讓他演派瑞。派瑞是該劇的原創角色，根據皮爾斯的說法，派瑞與遊戲裡發生的一些事件大有關聯。該集劇本將派瑞描述為一名前軍人。
梅兰妮·林斯基飾演凱瑟琳的情報於2022年9月隨著該劇的前導預告片曝光。凱瑟琳也是本劇的原創角色，麥辛將她安排為遊戲中登場的一幫獵人的首領。德鲁克曼覺得讓鏡頭跟隨敵對角色使故事更有趣，亦可以解釋和正當化的他們的行為（16:44），這與他們在遊戲中純粹被視為「攔路障礙」的情況截然不同（2:42）。麥辛將凱瑟琳一角對照至查尔斯·狄更斯作品《双城记》（1859年）中的德法奇夫人，後者在殘酷狀況下從革命家變成恐怖份子，麥辛認為這樣的故事足以引發觀眾的同理心（19:49）。
與林斯基有交情的麥辛主動邀請她飾演凱瑟琳，並形容該角色為「戰爭罪人」。林斯基起初卻步，麥辛向她介紹了更多，將凱瑟琳形容成在「彷如耶稣」的兄長過世後被迫接下某個角色的人，她才答應接演。林斯基對凱瑟琳的動機感同身受，因為她也有四位兄弟姊妹。麥辛和德鲁克曼稱，林斯基的「甜美可人」與該集裡凱瑟琳的定位產生衝突，這個不尋常的安排是有意為之，用於勾起觀眾的興趣（23:58）；林斯基希望將凱瑟琳飾演得「說話輕柔且優雅」，以對比這個角色的暴力手段。她覺得凱瑟琳在兄長死前沒有那麼偏激，但後來迫於情勢而變得強硬。藝人雅芝·加里批評林斯基飾演的凱瑟琳「身形顯露出養尊處優……稱不上浩劫過後的大軍閥」，對此林斯基回應道，這個角色的設計理念是聰明而不是肌肉發達。林斯基也自稱想要賦予角色「女性化、聲調柔軟，以及一切被說成『軟弱』的特質」，並希望能顛覆外界的預想。

### 音樂

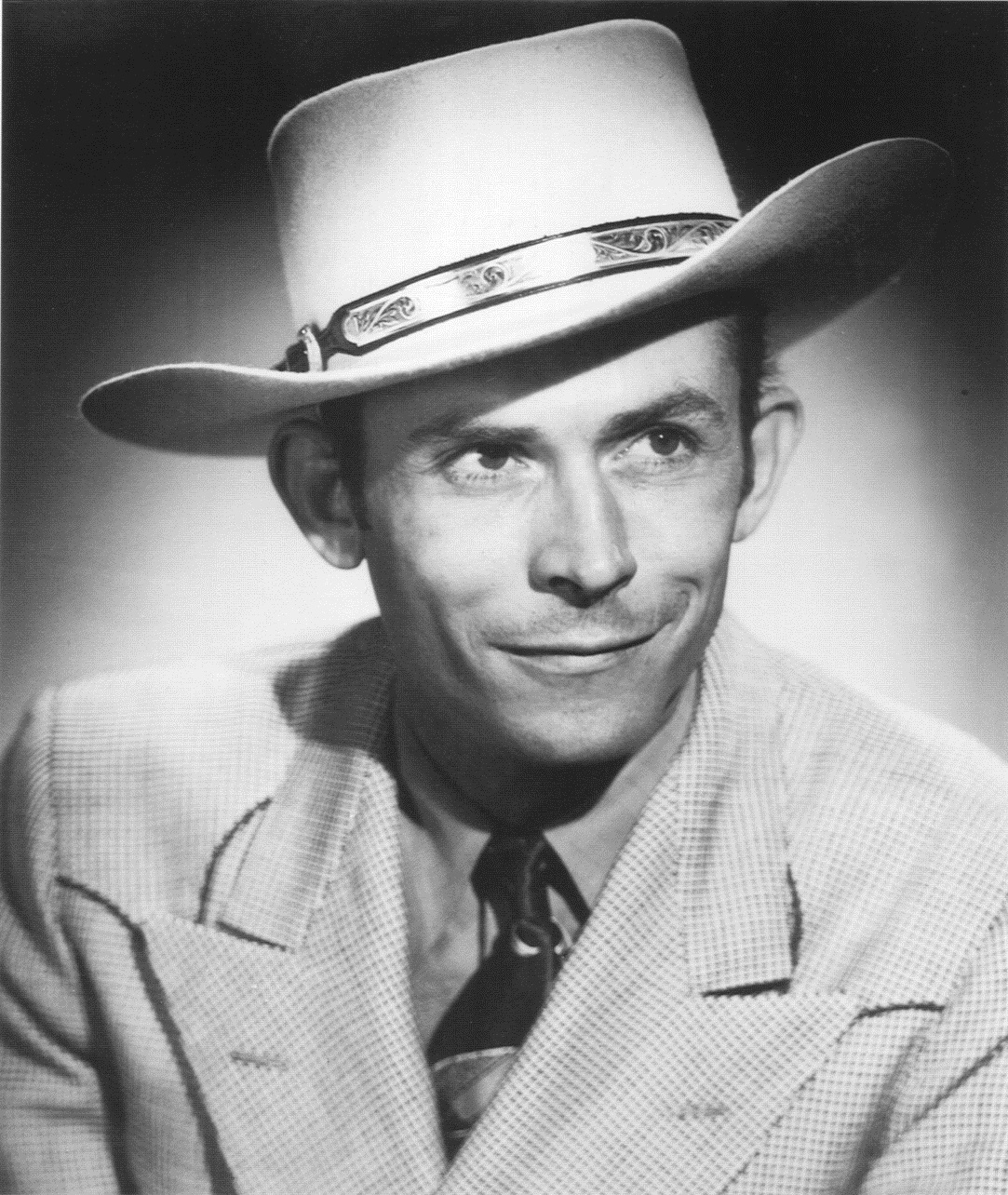
該集標題取自漢克·威廉斯歌曲中的歌詞，這首歌在該集和原作遊戲中都有播放

該集的標題取自漢克·威廉斯歌曲Alone and Forsaken中的歌詞（1:01），在該集裡喬爾和艾莉也透過廣播聽這首歌。該曲出現在遊戲中的數個橋段中，以及本劇的其中一支預告片。《GameRevolution》的丹尼爾·福克納（Daniel Falconer）注意到歌詞代表著艾莉對喬爾的承諾以及她的不成熟。片尾名單的配樂是洛特·凱斯特納翻唱的True Faith，該曲在《最后生还者 第II章》的2020年預告中由艾希莉·強森飾演的艾莉翻唱過。《瑪麗蘇》的瑪德琳·卡波（Madeline Carpou）覺得這首歌映照出艾莉的角色弧线：艾莉在該集的作為使她踏上通往《最后生还者 第II章》所發生事件的路。Alone and Forsaken和True Faith在該集出現後，Spotify上的全球串流量在24小時內增加640%和660%，並登上《告示牌》2023年2月的電視歌曲榜（Top TV Songs），分居第六名和第七名。

### 拍攝
《最後生還者》第一季於2021年7月至2022年6月間在加拿大艾伯塔省製作。該集的攝影指導由艾本·博特（Eben Bolter）擔任。拍攝艾莉對著鏡子拿槍比劃的開場片段時，天花板開了一個洞來引進自然光；博特希望光線照亮艾莉，但也不要照得太完美。該集前半的一些片段有兩個艾伯塔省的景點入鏡——卡拉威公園的雲霄飛車設施和萊斯布里奇高架橋，普利迪斯一帶也有該集的取景地。
劇組也在卡尔加里拍攝，將當地布置成劇中的堪薩斯城（11:14）。劇組重新裝潢一家環球電影院（Globe Cinema），放上2003年電影《火柴人》與《妖夜尋狼》的廣告當作致敬彩蛋；該條街因為拍攝的關係而封閉四天。劇中出現高速公路的片段拍攝於卡尔加里東北部的機場路的隧道口，該處在2022年3月封閉三天以利拍戲。喬爾和艾莉躲避獵人的片段拍攝於卡尔加里的一家舊酒吧，是全劇中少數不在摄影棚拍攝的內景，因為劇組想要同時捕捉到外頭駛過的卡車。劇組在兩人棲身處的天花板上弄了類似花窗玻璃的效果，讓牆壁染上鮮活的紅色。博特還下令在窗戶上貼報紙，營造出光線散射、柔和的感覺，賦予該片段宜人且安全的感覺。額外拍攝在2022年10月4日進行，地點包含密蘇里州堪薩斯城的歡樂世界的周遭區域，以及堪薩斯州堪薩斯城的435號州際公路。

## 反響

### 收視表現
該集於2023年2月5日在HBO播出。首播當晚，該集在美國獲得640萬名觀眾收看（涵蓋有線電視和串流平台HBO Max），較上一集多出17%、較第一集多出60%。在有線電視方面，該集首播當晚有99萬1千人收看，收視率為0.26。

### 評價
根据評論匯總网站爛番茄汇总的33篇评论文章，100%的评论家给予该作正面评价，平均打分为7.7分（满分10分）。该网站总结的评论家共识是“《請握住我的手》是鋪陳多過好戲開演的簡要篇章，歸功於喬爾與艾莉之間萌生中的的關係火花，這集依然引人入勝。”
梅兰妮·林斯基的演出獲得劇評人讚賞。《極客巢穴》的筆者伯納德·布（Bernard Boo）撰文稱她「精彩地演出懾人和邪惡的特質，同時還恰到好處地流露出所飾角色的人性」。《The Escapist》的達倫·穆尼（Darren Mooney）稱讚她在角色形象對比的表現，將「家庭主婦的典型形象」與「暗中潛藏、更加原始且暴力的東西」碰撞在一起。不過，《Total Film》的布萊德利·羅素（Bradley Russell）批評林斯基的演出缺乏必要的恫嚇力，《影音俱樂部》的大衛·寇特（David Cote）則認為選她來演這個角色是「違反直覺的」，她的演出還沒讓他心服口服。
佩德羅·帕斯卡與貝拉·拉姆齊分飾喬爾與艾莉的表現也得到好評；《極客巢穴》的布讚賞他們在較安靜的片段中展現的細微變化。《影音俱樂部》的寇特很欣賞帕斯卡的溫暖特質和風趣，特別是在喬爾教導艾莉的片段中，《Push Square》的亞倫·貝恩（Aaron Bayne）覺得拉姆齊的表現能擄獲那些原本質疑選角決定的人，認為她在處理創傷和幽默兩方面都表現甚佳。《华盛顿邮报》的吉恩·帕克（Gene Park）也同樣寫道，這集是「拉姆齊大展幽默才能」的機會。
《Push Square》的貝恩注意到該集的步調有效地兼顧角色聚焦和動作場面，讓他希望這集更長一點。《IndieWire》的史蒂夫·葛林（Steve Greene）稱讚編劇也刻劃了喬爾和艾莉在旅途上的小小順遂，而不是只描寫他們遇到的挫折。《IGN》的賽門·卡迪（Simon Cardy）很享受喬爾和艾莉之間的幽默時刻，但指出這集的主要作用是鋪墊下集，所以整體上較弱。《Total Film》的羅素覺得喬爾與艾莉在森林的共處時光提供了「剛剛好程度的輕鬆感」。《極客巢穴》的布認為和前一集的比爾與法蘭克比起來，凱瑟琳和她的同夥沒有那麼有趣，但也指出後者的故事還沒演完。《滾石雜誌》的艾倫·賽萍沃認為該集的故事雖然沒有前幾集那麼引人入勝，但對下一集來說卻是不可或缺。
《IGN》的卡迪寫道，伏擊橋段的攝影表現以及隨後的打戲顯示出本劇精良的製作品質，並將前者對照到艾曼纽尔·卢贝兹基掌鏡的2006年電影《人類之子》中的類似場景。卡迪也稱讚了用手持攝影機和特写鏡頭來跟拍喬爾與艾莉所呈現的效果。《Push Square》的貝恩讚賞導演韋伯敢於把焦點放在安靜的時刻，而《The Escapist》的穆尼則稱讚韋伯在艾莉和凱瑟琳扣下板機的瞬間的安排：將鏡頭停留在她們身上。《纽约时报》的諾艾爾·莫瑞（Noel Murray）給予美術指導約翰·帕諾（John Paino）好評，認為「從被毀棄的加油站到廢墟遍布的堪薩斯城街道」都是傑作。

## 外部連結
- 互联网电影数据库上請握住我的手的资料（英文）
- 豆瓣电影上《請握住我的手》的資料 （简体中文）